# Papusza (film 2013)
Papusza – polski film biograficzny z 2013 roku w reżyserii Joanny Kos-Krauze oraz Krzysztofa Krauzego, z Jowitą Budnik w roli głównej.
Film kręcony w Tokarni, Ornecie, Łęczycy, Nowym Sączu i Warszawie oraz na zamku Książ. Przedstawia życie romskiej poetki Bronisławy Wajs, w środowisku Romów znanej pod imieniem Papusza (rom. Lalka). Jest to czarno-biały film z dialogami głównie w języku romskim.

## Obsada[2]
- Jowita Budnik – jako Papusza (Bronisława Wajs-Papusza)
- Zbigniew Waleryś – jako Dionizy Wajs
- Antoni Pawlicki – jako Jerzy Ficowski
- Andrzej Walden – jako Julian Tuwim
- Sebastian Wesołowski – jako Tarzan, syn Papuszy
- Paloma Mirga – jako Papusza w młodości
- Artur Steranko – jako „porucznik” Czarnecki
- Karol Parno Gierliński – jako Śero Rom (przywódca romski)
- Jerzy Gudejko – jako minister

## Nagrody
W roku 2013 film otrzymał kilka nagród na festiwalach w kraju i za granicą.
- Festiwal Filmowy w Gdyni – „Złote Kociaki”, nagroda młodzieżowej rady miasta, nagroda festiwali i przeglądów filmu polskiego za granicą, a także nagroda za drugoplanową rolę męską dla Zbigniewa Walerysia, nagroda za charakteryzację dla Anny Nobel-Nobielskiej oraz nagroda za muzykę dla Jana Kanty Pawluśkiewicza
- Międzynarodowy Festiwal Filmowy w Karlowych Warach – wyróżnienie specjalne jury,
- Międzynarodowy Festiwal Filmowy „Manaki Brothers” – „Brązowa Kamera 300” dla Krzysztofa Ptaka i Wojciecha Staronia,
- Festiwal Aktorstwa Filmowego im. Tadeusza Szymkowa – nagroda „Złoty Szczeniak” za drugoplanową męską kreację aktorską dla Zbigniewa Walerysia,
- Międzynarodowy Festiwal Filmowy w Valladolid – nagroda jury młodzieżowego, nagroda za reżyserię dla Joanny Kos-Krauze i Krzysztofa Krauzego oraz nagroda za najlepszą rolę męską dla Zbigniewa Walerysia,
- Międzynarodowy Festiwal Filmowy w Salonikach – nagroda w sekcji „Open Horizons”.